# 34740 Emmakeeler
34740 Emmakeeler este o planetă minoră (asteroid) din centura de asteroizi. A fost descoperită pe 16 august 2001 la Experimental Test Site⁠(d) de Lincoln Near-Earth Asteroid Research. 
Obiectul prezintă o orbită caracterizată de o semiaxă mare de 2,6887493 UAi, o excentricitate de 0,11, o înclinație de 3,32985 ° în raport cu ecliptica.